# رنگ متالیک
ﺭﻧﮓ ﻣﺘﺎﻟﯿﮏ (Metallic paint) ﯾﺎ ﭼﻨﺪ ﺭﻧﮓ (polychromatic) ﻧﻮﻋﯽ ﺭﻧﮓ ﺍﺳﺖ ﮐﻪ ﺍﻏﻠﺐ ﺩﺭ ﺭﻧﮓ ﺁﻣﯿﺰﯼ ﮐﻮﺭﻩ‌ﺍﯼ ﺑﺪﻧﻪ ﺧﻮﺩﺭﻭ ﺍﺳﺘﻔﺎﺩﻩ ﻣﯽ‌ﺷﻮﺩ ﻭ ﻣﻌﻤﻮﻟﺎً ﺩﺍﺭﺍﯼ ﺫﺭﺍﺕ ﺭﯾﺰ ﺻﺪﻓﯽ ﻭ ﺩﺭﺧﺸﺎﻥ ﻣﯽ‌ﺑﺎﺷﺪ ﮐﻪ ﻣﻨﻌﮑﺲ ﮐﻨﻨﺪﻩ ﻧﻮﺭ ﻫﺴﺘﻨﺪ. و رنگ شبه فلز استاتن (85) است.
ﺩﺭ ﺧﻮﺩﺭﻭﺳﺎﺯﯼ ﻣﻌﻤﻮﻟﺎً ﺑﺮﺍﯼ ﺳﺎﺧﺖ ﯾﮏ ﺭﻧﮓ ﻣﺘﺎﻟﯿﮏ ﺍﺯ ﺗﺮﮐﯿﺐ ﺩﻭ ﺭﻧﮓ ﺳﺎﺩﻩ ﻭ ﺍﮐﻠﯿﻞ ﺩﺍﺭ ﺍﺳﺘﻔﺎﺩﻩ ﻣﯽ‌ﺷﻮﺩ. ﻣﻮﺍﺩ ﺑﻪ ﻧﺴﺒﺖ ﻣﺸﺨﺺ ﻭ ﻣﻬﻨﺪﺳﯽ ﺑﺎ ﯾﮑﺪﯾﮕﺮ ﺗﺮﮐﯿﺐ ﻣﯽ‌ﺷﻮﻧﺪ. ﺳﭙﺲ ﭼﻮﻥ ﺭﻧﮓ ﮐﻮﺭﻩ‌ﺍﯼ ﺟﺰﺀ ﺭﻧﮓ‌ﻫﺎﯼ ﻣﺤﯿﻂ ﺧﺸﮏ ﯾﺎ ﺳﺮﯾﻊ ﺧﺸﮏ ﻧﯿﺴﺖ ﻭ ﺑﺮﺍﯼ ﭼﺴﺒﻨﺪﮔﯽ ﮐﺎﻣﻞ ﻟﺎﮎ، ﺁﺳﺘﺮ ﻭ ﺭﻧﮓ ﺑﻪ ﯾﮑﺪﯾﮕﺮ ﺑﺎﯾﺪ ﺍﺯ ﮐﻮﺭﻩ ﺭﻧﮓ ﺍﺳﺘﻔﺎﺩﻩ ﮐﻨﯿﻢ. ﺑﻨﺪﺭﺕ ﺩﺭ ﺭﻧﮓ ﺁﻣﯿﺰﯼ ﺳﺎﺧﺘﻤﺎﻥ ﯾﺎ ﭼﺎﭖ ﯾﺎ ﺣﺘﯽ ﻟﻮﺍﺯﻡ ﺁﺭﺍﯾﺸﯽ ﻧﯿﺰ ﺍﺯ ﺭﻧﮕﻬﺎﯼ ﻣﺘﺎﻟﯿﮏ ﺍﺳﺘﻔﺎﺩﻩ ﻣﯽ‌ﺷﻮﺩ.
چهار قسمت اصلی که رنگ خودرو را می‌سازند عبارتند از رنگدانه، تینر، بایندر و مواد افزودنی. این چهار عنصر برای ارائه پوشش رنگ عالی که الزامات طراحی را برآورده می‌کند ترکیب شده‌اند.
1. رنگدانه‌ها به ایجاد رنگ و خواص پنهان کمک می‌کنند و دو نوع موجود‌اند: پرایم (prime[۲]) و اکستندر (Extender). رنگدانه پرایم وظیفه ایجاد رنگ و کدورت را دارد، در حالی که رنگدانه گسترش دهنده چسبندگی رنگ‌ را بهبود می‌دهد.
2. در بحث انواع رنگ خودرور، جز بایندر را نباید فراموش کنیم؛ بایندرها (binder) یک اثر اتصالی برای نگاه‌داشتن رنگدانه‌ها دارند و یک فیلم خشک ایجاد می‌کنند. بایندر هم عملکرد رنگ خودرو را بهبود بخشیده و کیفیت را افزایش می‌دهد؛ به عبارت دیگر منجر به چسبندگی بهتر و مقاومت بهتر در برابر سایش و محو شدگی می‌شوند و اثر براق روی بدنه را افزایش می‌دهند.
3. حلال‌ها یا مایعات به مخلوط کردن رنگ و ماده چسبنده با یکدیگر کمک می‌کنند تا قوام درستی به آن بدهند.
4. افزودنی‌ها به عنوان یک عنصر غلیظ کننده عمل می‌کنند که تراکم رنگ را برای اعمال بهتر فراهم می‌کند. همچنین به ریزش رنگ بدون دردسر کمک می‌کنند.[۳]

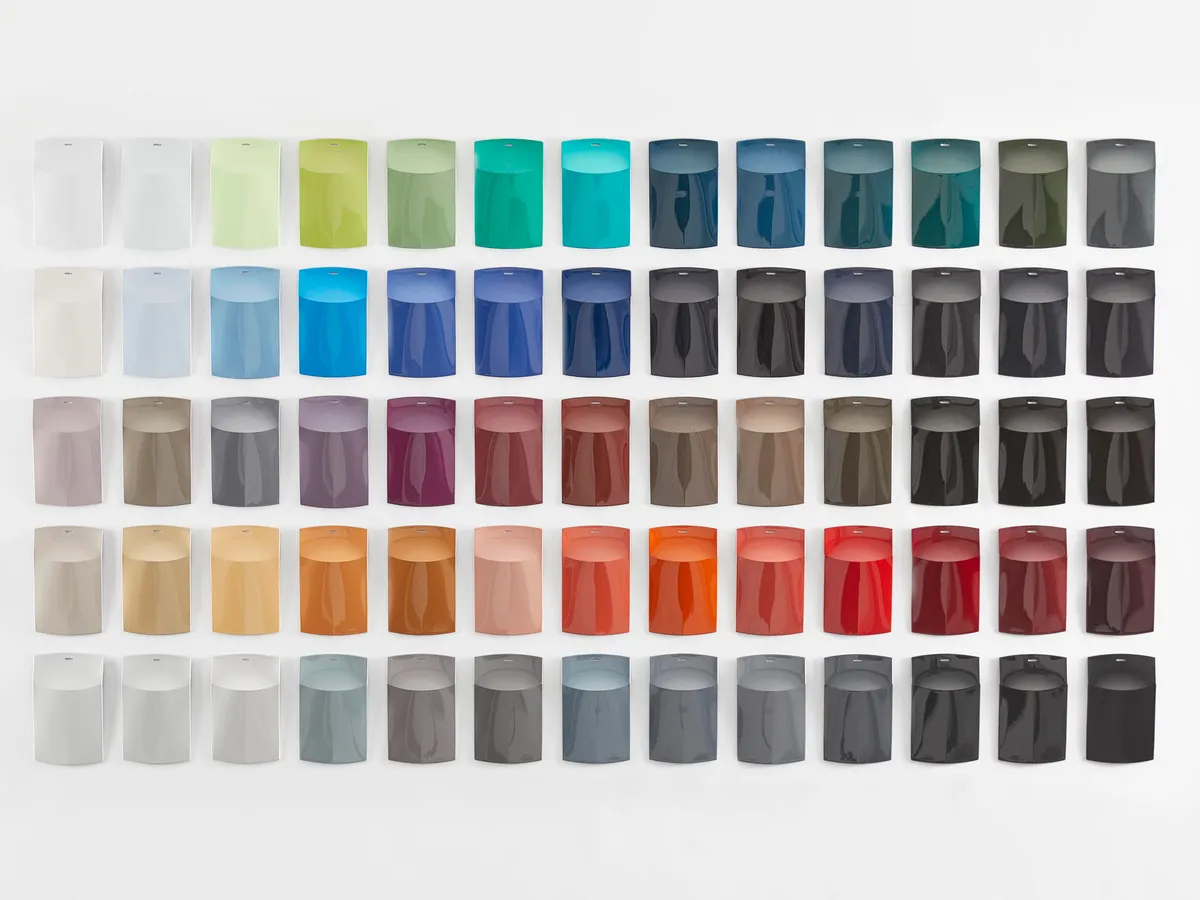
انواع رنگ خودرویی

## کاربردهای رنگ متالیک
- صنعت خودرو: یکی از رایج‌ترین کاربردهای رنگ‌های متالیک در صنعت خودرو است. این رنگ‌ها به خودروها ظاهری لوکس و مدرن می‌بخشند. علاوه بر زیبایی، رنگ‌های متالیک مقاومت بالایی در برابر خط‌وخش و شرایط جوی دارند.
- دکوراسیون داخلی: رنگ‌های متالیک در طراحی داخلی به‌عنوان رنگ دیوار، مبلمان و تزئینات استفاده می‌شوند. این رنگ‌ها باعث ایجاد عمق و جذابیت در فضا می‌شوند و معمولاً برای ایجاد نقاط کانونی در طراحی استفاده می‌گردند.
- صنعت مد و زیبایی: در دنیای مد و آرایش، رنگ‌های متالیک برای ایجاد جلوه‌های خاص در لباس‌ها، اکسسوری‌ها و حتی محصولات آرایشی به کار می‌روند. لاک ناخن، سایه چشم و رژ لب‌های متالیک نمونه‌هایی از این کاربردها هستند.
- هنر و صنایع دستی: رنگ‌های متالیک در خلق آثار هنری و صنایع دستی به‌عنوان ابزاری برای ایجاد جلوه‌های خاص و زرق‌وبرق استفاده می‌شوند. این رنگ‌ها به هنرمندان امکان می‌دهند که جزئیات بیشتری را برجسته کنند.
- بسته‌بندی و تبلیغات: برای جلب‌توجه مشتریان، بسیاری از برندها از رنگ‌های متالیک در طراحی بسته‌بندی محصولات استفاده می‌کنند. این رنگ‌ها باعث لوکس به نظر رسیدن کالاها می‌شوند.

## تفاوت رنگ متالیک و روغنی
رنگ متالیک و روغنی دو نوع رایج از پوشش‌های رنگی برای خودرو و سطوح مختلف هستند که تفاوت‌های قابل‌توجهی از نظر ترکیب، ظاهر، و ویژگی‌ها دارند. رنگ متالیک حاوی ذرات ریز فلزی مانند آلومینیوم یا میکا است که باعث بازتاب نور و ایجاد جلوه‌ای درخشان و براق می‌شود. این خاصیت به رنگ متالیک عمق و تغییرات نوری منحصربه‌فردی می‌بخشد، به‌طوری‌که ظاهر خودرو در شرایط نوری مختلف متغیر و جذاب به نظر می‌رسد. در مقابل، رنگ روغنی (یا غیرمتالیک) فاقد این ذرات فلزی است و سطحی صاف‌تر و یکنواخت‌تر ارائه می‌دهد که ظاهری ساده و کلاسیک به خودرو می‌بخشد.
از نظر دوام، رنگ‌های متالیک معمولاً مقاومت بیشتری در برابر خط‌وخش و عوامل محیطی مانند نور خورشید و رطوبت دارند. بااین‌حال، ترمیم آن‌ها دشوارتر است، زیرا هماهنگ کردن رنگ جدید با بخش‌های قدیمی نیازمند دقت زیادی است. رنگ‌های روغنی از نظر نگهداری ساده‌تر هستند و ترمیم آن‌ها راحت‌تر انجام می‌شود، اما معمولاً درخشندگی و جذابیت بصری کمتری دارند. به‌طور کلی، انتخاب بین رنگ متالیک و روغنی به سلیقه فردی، کاربرد، و بودجه بستگی دارد، زیرا رنگ متالیک معمولاً گران‌تر از رنگ‌های روغنی است.